# Megachile remotula
Megachile remotula är en biart som beskrevs av Cockerell 1910. Megachile remotula ingår i släktet tapetserarbin, och familjen buksamlarbin. Inga underarter finns listade i Catalogue of Life.